# آموسکو

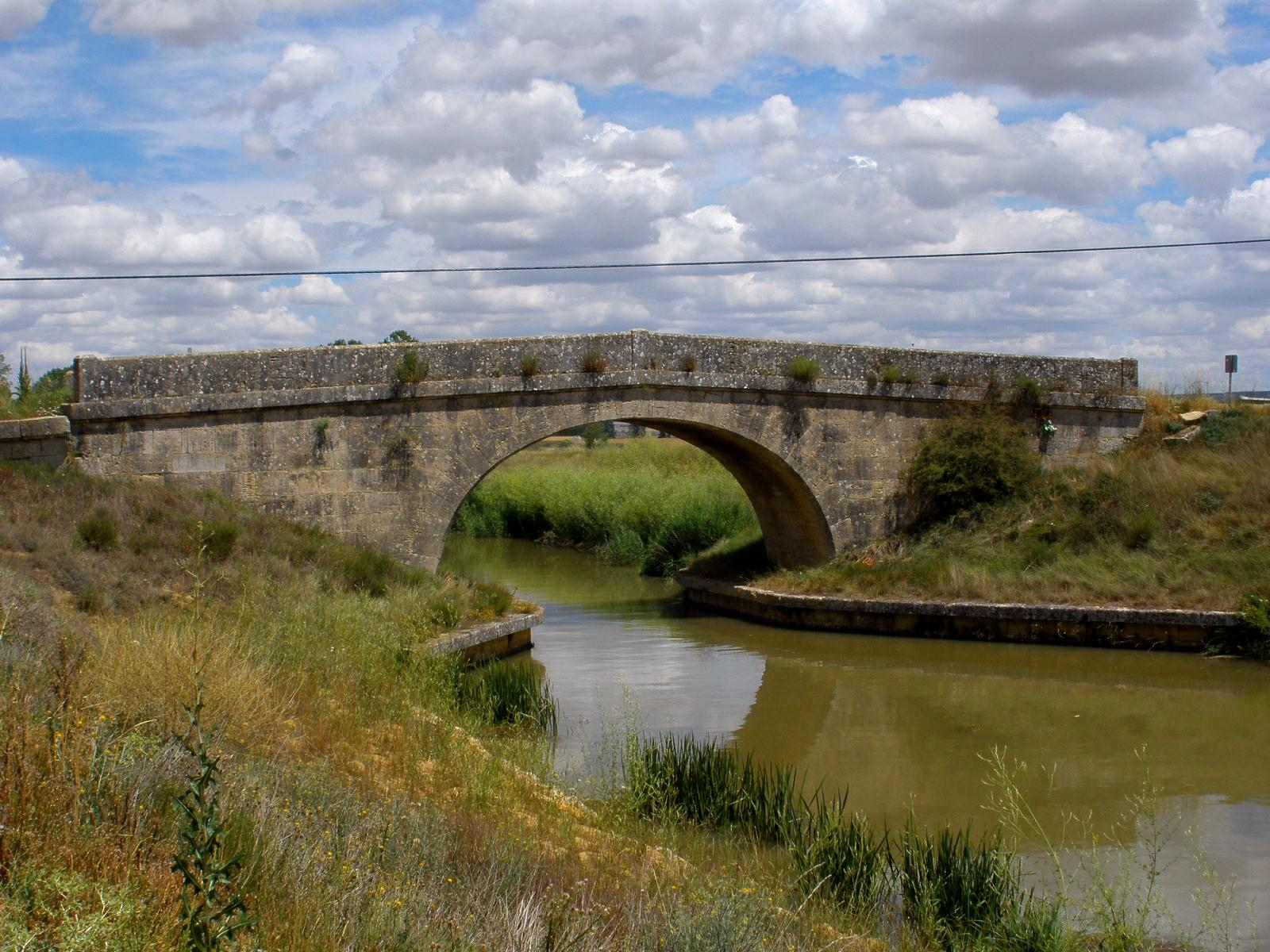
چشم اندازی پلی در شهر

آموسکو (به اسپانیایی: Amusco) یک شهرستان در اسپانیا است که در استان پالنسیا واقع شده‌است.

## خصوصیات
آموسکو ۷۸ کیلومترمربع مساحت و ۵۰۷ نفر جمعیت دارد.